# Mark Feehily
Mark (Markus) Michael Patrick Feehily (Sligo, 28 mei 1980) is een Ierse zanger.
Tussen 1998 en 2012 maakte Feehily deel uit van de populaire boyband Westlife. Op veel van hun hits neemt zijn zang een prominente plaats in. In 2015 startte Feehily een solocarrière. In oktober van dat jaar bracht hij onder de naam Markus Feehily zijn debuutalbum Fire uit.
Na jarenlang gespeculeer in de media kwam Feehily in augustus 2005 openlijk uit voor zijn homoseksualiteit. Tussen 2005 en 2011 had hij een relatie met Kevin McDaid, leadzanger van boyband V.
- MusicBrainz: 9d0b1e72-d130-40d0-bd77-91b1beee200b